# René Lagrou
René Lagrou (Uitkerke, 15 april 1904 - Barcelona, 1 april 1969) was een Belgisch advocaat en leider van de Algemeene SS-Vlaanderen.

## Levensloop
Lagrou liep school in het college van Oostende (1916-1922) en het klein seminarie in Roeselare (1922-1924) en alvorens aan de studies theologie te beginnen, vervulde hij zijn legerdienst in het opleidingscenter brancardiers in Leopoldsburg. Na afloop trad hij niet in in het Brugse grootseminarie, maar werd novice bij de dominicanen. Hij hield het daar slechts zeven maanden uit. Hij begon toen aan rechtenstudies, in Brussel (1927), Leuven (1927-1930) en Gent (1930-1931). Hij studeerde ook (kunst)geschiedenis en archeologie, politieke en sociale wetenschappen.
Vervolgens vestigde hij zich als advocaat in Antwerpen. Hij sloot zich in deze stad aan bij de 'Kristene Vlaamsche Volkspartij', die mede onder zijn impuls evolueerde naar een extreemrechtse en nationalistische partij. In 1932 nam hij stelling tegen de Frontpartij van Herman Vos en sloot met de KVV aan bij het VNV van Ward Hermans. In het tijdschrift Roeland van de KVV publiceerde hij vanaf 1933 nationaalsocialistische en antisemitische artikels. Hij trok regelmatig naar Duitsland waar hij goede contacten onderhield in nazikringen. Hij had ook contacten met het Verdinaso.
Ook al was hij in 1933 niet betrokken bij de oprichting van het VNV door Staf Declercq, toch stond hij in 1936 op de tweede plaats, achter Ward Hermans, op de lijst van het 'Vlaamsch Nationaal Blok'.

## Tijdens de Tweede Wereldoorlog
In mei 1940 behoorde Lagrou tot diegenen die, verdacht van staatsgevaarlijke activiteiten, naar Frankrijk werden overgebracht door de Belgische Staatsveiligheid. Op 10 juli 1940 was hij weer in Antwerpen.
Hij bleef nog een korte tijd aan de Antwerpse Balie, meer bepaald als ondervoorzitter van de Vlaamse Conferentie van de Balie. Hij stichtte ook een vereniging van de weggevoerden van mei 1940, werd secretaris van de Bormscommissie en ontplooide activiteiten in de 'Volksbeweging' van het VNV. Weldra trad hij volop in de actieve en militaire collaboratie.
In september 1940 werd hij de eerste leider van de Algemene-SS Vlaanderen. Hij startte onmiddellijk een werfcampagne voor de Waffen-SS en voerde ook acties tegen de Joodse gemeenschap in Antwerpen. In februari 1941 meldde hij zich zelf voor de Waffen-SS aan en werd er 'Kriegsberichter' of oorlogscorrespondent. In de Vlaamse Waffen-SS Divisie Langemarck verwierf hij de graad van Sturmbannführer en behoorde tot de divisiestaf.
In september 1944 vluchtte hij naar Duitsland en trad er toe tot de Vlaamsche Landsleiding, een marionettenregering onder leiding van Jef Van de Wiele. Hij werd er belast met 'binnenlandse zaken'. Op het einde van de oorlog moest hij zorgen voor de evacuering van Cyriel Verschaeve.

## Na de oorlog
Lagrou werd in mei 1945 opgepakt en in een Frans gevangenenkamp opgesloten. Hij kon er ontsnappen en trok naar Spanje, waar hij twee jaar gevangen zat in het kamp van Miranda. Zonder zich verder om vrouw en kinderen te bekommeren, die hij in België had achtergelaten, week hij met zijn vriendin uit naar Argentinië. Hij was er actief in de kringen van uitgeweken Vlamingen die gecollaboreerd hadden. In 1969 kwam hij naar Spanje terug. Hij had er een stormachtige ontmoeting met zijn ondertussen volwassen geworden zonen. Hij stierf nog datzelfde jaar aan kanker.

## Gezin
Lagrou was getrouwd met Paula Smits. Ze hadden als kinderen:
- Jan Lagrou, vroeg overleden
- professor aan de KU Leuven Leo Lagrou (1935-2021) 
  - professor aan de ULB Pieter Lagrou is een zoon van Leo Lagrou
- stedenbouwkundige Evert Lagrou
- Aleide Lagrou (5 december 1933 - 7 juli 2014), mede-oprichtster van Agalev, is zijn dochter.

Uit zijn huwelijk in Argentinië had Lagrou een dochter, Carmen Lagrou (1956-1991), die na zijn dood door Aleide werd opgevangen.

## Publicatie
- Wij, verdachten, Brussel, Steenlandt, 1941.